# Томас Френсіс Вілсон
Томас Френсіс Вілсон-молодший (англ. Thomas Francis Wilson Jr.; нар. 15 квітня 1959, Філадельфія, штат Пенсільванія) — американський актор, письменник, музикант, художник і комік. Він також відомий за ролі Біффа Таннена (і його онука Гриффа Таннена і діда Бьюфорда «Скаженого Пса» Таннена) у трилогії «Назад у майбутнє» і вчителя фізкультури Бена Фредріксена у телесеріалі «Диваки і навіжені».
У середній школі Вілсон був пов'язаний з мистецтвом і грав на тубі в шкільному оркестрі. Він вивчав міжнародну політику в Університеті штату Аризона.

## Фільмографія
- 1985 — Назад у майбутнє
- 1985 — Територія ніндзя
- 1986 — День дурня
- 1988 — Джексон на прізвисько Мотор
- 1989 — Назад у майбутнє 2
- 1990 — Назад у майбутнє 3
- 1991 — Нерви на межі
- 1993 — За кров платять кров'ю
- 1995 — Народжена вільною
- 1999–2000 — Диваки і навіжені (телесеріал) (шість серій)
- 2001–2013 — Губка Боб Квадратні Штани (мультсеріал) (дванадцять серій)
- 2004 — Губка Боб Квадратні Штани (озвучування)
- 2006 — Капітан Зум. Академія супергероїв
- 2009 — Інформатор
- 2011 — Ріо (озвучування)
- 2013 — Епік (озвучування)